# Erwin Leibfried
Erwin Leibfried (ur. 14 stycznia 1942 w Frei-Weinheim, zm. 1 sierpnia 2019 we Frankfurcie n. M.) – niemiecki germanista, literaturoznawca, wydawca, profesor Uniwersytetu w Giessen.

## Życiorys
W latach 1961-1966 studiował filozofię, psychologię, germanistykę, wychowanie fizyczne  na Uniwersytecie im. Johannesa Gutenberga w Moguncji oraz Uniwersytecie Christiana Albrechta w Kilonii. 1969 doktorat w Moguncji na temat: „Hermeneutyka i Interpretacja jako warunki ontologii dzieła literackiego”.  Pracował jako profesor pomocniczy (Assistentenprofessor) filozofii na Uniwersytecie w Trewirze. Od 1973 do 2006 piastował stanowisko profesora literaturoznawstwa ogólnego w Giessen.
W roku 1986 założył Towarzystwo ds. Kultury i Nauki Phoibos Apollon. W 1987 w setną rocznicę śmierci pisarza holenderskiego Multatuli utworzył międzynarodowe Towarzystwo Multatuli. 1990 wraz z żoną Barbarą utworzył na Majorce Niemiecką Akademię, która organizowała wykłady literaturoznawcze na Majorce.
Kierował wydawnictwem Litblockin.
W latach 1997–2001 był ze strony niemieckiej koordynatorem projektu europejskiego Tempus przeznaczonego dla studentów germanistyki Uniwersytetu Szczecińskiego (pozostali koordynatorzy projektu to profesorowe: Ryszard Lipczuk, Hermann Bluhme, Peter Hans Nelde).
Prowadził wspólne badania z germanistami z Uniwersytetu Łódzkiego (temat: literatura na temat Holocaustu). Utworzył na Uniwersytecie w Giessen Pracownię Literatury Holocaustu (Arbeitsstelle Holocaustliteratur). 1998 i 2006 odznaczony medalami za zasługi dla Uniwersytetu Łódzkiego. W roku 2011 został odznaczony Orderem Zasługi Republiki Federalnej Niemiec.

## Publikacje książkowe (wybór)
W bogatym dorobku profesora Leibfrieda znajdują się m.in. dzieła poświęcone teorii literatury oraz historii literatury niemieckiej, w tym 5-tomowa biografia Johanna Wolfganga Goethego. 
- Literarische Hermeneutik. Eine     Einführung in ihre Geschichte und Probleme. Tübingen: Narr 1980
- (red.) Schiller: Die Jungfrau     von Orleans. München: Goldmann 1984
- Fabel. Bamberg: C.C.Buchners 1984

- Goethe. Ein Komet am Himmel der     Jahrhun-derte.     5 Bände. Fernwald: litblockín 1999
- (współred. Ryszard Lipczuk,     Krzysztof Nerlicki, Sascha Feuchert): Lehr- und Übungsbuch zur     deutsch–polnischen und polnisch–deutschen Übersetzung. Szczecin: Giga  2001
- Die Bibel: Dargestellt für die     Gebildeten unter ihren Verächtern. 9 Bände. Fernwald: litblockín 2003–2004
- (współred. Sascha Feuchert, Jörg     Riecke, Julian Baranowski, Krystyna Radziszewska): Letzte Tage: Die     Lodzer Getto-Chronik. Juli 1944. Göttingen: Wallstein 2004
- (współred. Sascha Feuchert, Jörg     Riecke): Die Multatuli. Leben und Schreiben zwischen Amsterdam, Java und Wiesbaden. Wiesbaden 2005

- Chronik des Gettos     Lodz/Litzmannstadt. 5 Bände. Göttingen: Wallstein 2007